# Стил, Дэн
Дэн Стил (англ. Dan Steele; 20 марта 1969, Молин, Иллинойс, США) — американский бобслеист и легкоатлет, выступавший за сборную США с начала 1990-х по 2002 год. В 2002 году принимал участие в зимних Олимпийских играх в Солт-Лейк-Сити, где в экипаже из четырёх спортсменов выиграл бронзовую медаль, уступив первой команде США всего лишь семь сотых секунды. Ныне является одним из самых успешных и уважаемых американских тренеров в области лёгкой атлетики.
Стил родился в городе Молин (Иллинойс), окончил Восточный иллинойсский университет, где обучался на факультете с уклоном в социологию. В начале 1990-х стал соревноваться на различных турнирах, победил в беге на 400 метров с барьерами (Национальная ассоциация студенческого спорта, 1992 год) позже занимался десятиборьем. Показывающего неплохие результаты Стила несколько раз призывали квалифицироваться в олимпийскую сборную США.
В 1993 году Стил переехал на постоянное место жительства в город Юджин (Орегон), в 2001 году устроился тренером в Университет Орегона. Занятия лёгкой атлетикой постоянно совмещал с бобслеем, в этом виде спорта выступал на двух Олимпиадах, наиболее успешной из которых оказалась Олимпиада в Солт-Лейк-Сити в 2002 году, так как принесла спортсмену бронзовую медаль.
В 2009 году за успешную подготовку орегонской студенческой команды был назван лучшим тренером в США, под его руководством выросли многие профессиональные спортсмены. У Дэна есть брат-близнец Дэррин, который тоже занимается лёгкой атлетикой и бобслеем — часто они выступали вместе на одних и тех же соревнованиях. Дэн Стил женат, имеет двоих сыновей.